# Interdit à toute femme ou femelle
Interdit à toute femme ou femelle est un roman de Christophe Ono-dit-Biot publié en 2002.

## Résumé
Faustine envoie Gabe chercher Octave, de qui elle vient d'avoir Victor, sur la presqu'ile monastique grecque d'Athos, interdite aux femmes depuis le XIe siècle. Chacun des 20 monastères orthodoxes y est autonome. Gabe finit par trouver Octave qui lui dit que son monastère reçoit des armes qu'il réexpédie aux orthodoxes des Balkans qui veulent réinstaller du spirituel. Paul et Raph vont chercher Gabe. Ils sont capturés et enfermés. Octave permet à Gabe de les voir. Ils s'enfuient et rentrent. Faustine dit à Gabe n'aimer que lui.